# Ingvar Berg
Ingvar Oskar Daniel Berg, född 10 oktober 1905 i Stockholm, död 2 juli 1993 i Eftra i Hallands län, var en svensk militär (generalmajor) och idrottsman (modern femkamp). 

## Biografi
Berg utnämndes till officer vid Svea artilleriregemente 1926 och löjtnant i Flygvapnet 1936. År 1943 blev Berg chef för nybildade Flygvapnets bomb- och skjutskola (FBS), där han verkade fram till år 1945. Han var flottiljchef vid Skaraborgs flygflottilj (F 7) 1945–1950, Västmanlands flygflottilj (F 1) 1950–1954 och chef för Fjärde flygeskadern (E 4) 1954 samt Andra flygeskadern (E 2) 1957–1966. Mellan 1966 och 1967 var han chef för FN:s övervakningskommission i Korea. Vid olympiska sommarspelen i Amsterdam 1928 tog han fjärdeplatsen i modern femkamp. 

## Utmärkelser
- Riddare av Svärdsorden, 1943.[1]
- Kommendör av Svärdsorden, 10 november 1951.[2]
- Kommendör av första klass av Svärdsorden, 18 november 1954.[3]